# Królestwo Zjednoczonych Niderlandów

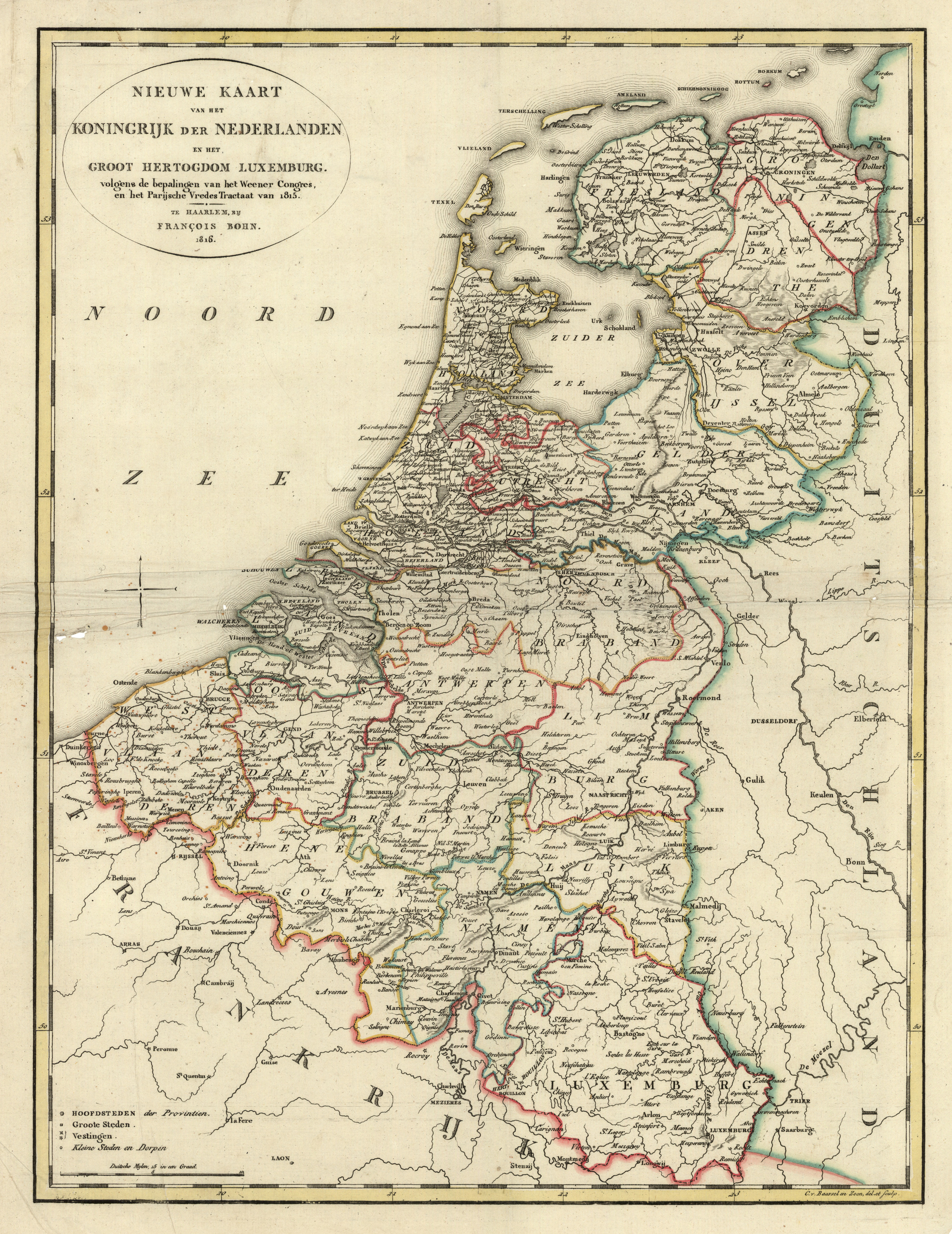
Nowa mapa Królestwa Niderlandów i Wielkiego Księstwa Luksemburga, 1815 r

Królestwo Zjednoczonych Niderlandów (niderl. Verenigd Koninkrijk der Nederlanden, fr. Royaume-Uni des Pays-Bas) – nieoficjalna nazwa europejskiego państwa utworzonego decyzją kongresu wiedeńskiego w 1815 roku. Oficjalna nazwa to Królestwo Niderlandów.
Powstało na terenach byłych Niderlandów Austriackich, Republiki Zjednoczonych Prowincji oraz diecezji Liège. De facto należał do niego również Luksemburg – formalnie niezależne księstwo, związane unią personalną. Władzę w państwie objęła dynastia Orańska-Nassau. Rząd rezydował w Hadze i Brukseli.
Królestwo Zjednoczonych Niderlandów miało być silnym państwem na północ od Francji, skutecznie powstrzymującym jej ekspansję terytorialną w tym kierunku. Nieudolne rządy króla Wilhelma I, faworyzujące protestanckich mieszkańców północnych prowincji, doprowadziły jednak do niezadowolenia i tendencji separatystycznych na katolickich terenach dzisiejszej Belgii, co zakończyło się rewolucją i oderwaniem się tych terenów w 1830 roku. Fakt ten został zaakceptowany przez Holendrów w roku 1839, na konferencji londyńskiej. Od tego momentu nazwa „Królestwo Niderlandów” odnosi się do terenów dzisiejszej Holandii. Rozpad Królestwa zakończyło oderwanie się Wielkiego Księstwa Luksemburg, które uzyskało pełną niepodległość w roku 1867, a w 1890 zerwało unię personalną z Holandią.